# Chiropterotriton cieloensis
Espèce
Chiropterotriton cieloensis est une espèce d'urodèles de la famille des Plethodontidae.

## Répartition
Cette espèce est endémique du Tamaulipas au Mexique. Elle se rencontre vers Gómez Farías entre 1 000 et 1 860 m d'altitude.

## Description
Le mâle holotype mesure 70,6 mm de longueur totale dont 33,8 mm de longueur standard et 36,8 mm de queue.

## Étymologie
Son nom d'espèce, composé de cielo et du suffixe latin -ensis, « qui vit dans, qui habite », lui a été donné en référence au lieu de sa découverte, la réserve de biosphère El Cielo.

## Publication originale
- Rovito & Parra-Olea, 2015 : Two new species of Chiropterotriton (Caudata: Plethodontidae) from northern Mexico. Zootaxa, no 4048(1), p. 57–74.